# Barry Markus
Barry Markus (Amsterdam, 17 luglio 1991) è un ex ciclista su strada e pistard olandese con caratteristiche di velocista, attivo tra gli Elite UCI dal 2010 al 2018.

## Palmarès

### Strada
- 2008 (Juniores)

Kuurnse Leieomloop
1ª tappa Driedaagse van Axel (Philippine > Axel)
4ª tappa Driedaagse van Axel (Strijpen > Strijpen)
4ª tappa West-Brabantse Pijl
- 2009 (Juniores)

Korbeek-Lo
1ª tappa Trofeo Karlsberg (Blieskastel > Wittersheim)
- 2010 (Rabobank Continental, una vittoria)

2ª tappa Internationale Thüringen Rundfahrt (Bleicherode > Wasungen)
- 2011 (Rabobank Continental, tre vittoria)

Ster van Zwolle
Dorpenomloop Rucphen
1ª tappa Vuelta Ciclista a León (La Robla > Lorenzana)

#### Altri successi
- 2008 (Juniores)

Classifica a punti Driedaagse van Axel
- 2011 (Rabobank Continental)

2ª tappa, 2ª semitappa Vuelta Ciclista a León (León > León, cronosquadre)

### Pista
- 2008 (Juniores)

Campionati olandesi, Keirin Juniores
Campionati olandesi, Americana Juniores (con Yoeri Havik)
- 2011

Campionati olandesi, Americana (con Roy Pieters)

## Piazzamenti

### Grandi Giri
- Vuelta a España

2013: ritirato (10ª tappa)

### Competizioni mondiali
- Campionati del mondo

Città del Capo 2008 - In linea Juniores: 4º
Mosca 2009 - In linea Juniores: 16º